# CONADEIP FBA 2011
La temporada de 2011 de la categoría de Primera Fuerza o Mayor de la Conferencia Premier CONADEIP organizada por la CONADEIP fue la segunda temporada de dicha competición y se jugó con 17 equipos, 9 más que la temporada inaugural. De la primera temporada repiten los seis equipos Borregos Salvajes del Sistema Tec de Monterrey, el de los Aztecas de la UDLA y los Jaguares de la UR. Se suman los Leones de la UAMN, los Vaqueros Pabellón, los Zorros del CETYS Mexicali, los Potros del ITSON Obregón, los Osos del CETYS Tijuana, tres equipos Cimarrones de la UABC y los Búhos de la UNISON Hermosillo. Estos equipos se dividieron en tres grupos.

## Equipos participantes
| Equipo                            | Estadio                                 | Ciudad                                 | Head coach            |
| Grupo 1                           | Grupo 1                                 | Grupo 1                                | Grupo 1               |
| --------------------------------- | --------------------------------------- | -------------------------------------- | --------------------- |
| Aztecas UDLA                      | Templo del Dolor                        | Cholula, Puebla                        | Eric Fisher           |
| Borregos Salvajes ITESM CCM       | Disney Field                            | Ciudad de México                       | César Martínez        |
| Borregos Salvajes ITESM CEM       | Corral de Plástico                      | Atizapán de Zaragoza, Estado de México | Enrique Borda         |
| Borregos Salvajes ITESM Monterrey | Estadio Tecnológico                     | Monterrey, Nuevo León                  | Frank González        |
| Borregos Salvajes ITESM Toluca    | La Congeladora                          | Toluca, Estado de México               | Juan Carlos Maya      |
| Grupo 2                           |                                         |                                        |                       |
| Borregos Salvajes ITESM Puebla    | Cráter Azul                             | Puebla de Zaragoza, Puebla             | Arturo Vázquez        |
| Borregos Salvajes ITESM Santa Fe  | El Corral de los Borregos               | Ciudad de México                       | Diego García Miravete |
| Jaguares UR                       | Estadio Tecnológico                     | Monterrey, Nuevo León                  | Jorge Ibarra          |
| Leones Anáhuac Norte              | La Cueva del León                       | Huixquilucan, Estado de México         | Guillermo Gutiérrez   |
| Vaqueros Tecnológico de Pabellón  | Corral del Desierto                     | Pabellón de Arteaga, Aguascalientes    | Ricardo González      |
| Grupo 3                           |                                         |                                        |                       |
| Búhos UNISON                      | Estadio Miguel Castro Servín            | Hermosillo, Sonora                     | Daniel García         |
| Cimarrones UABC Ensenada          | Unidad Deportiva Valle Dorado           | Ensenada, Baja California              | Edson García          |
| Cimarrones UABC Mexicali          | Estadio APAM                            | Mexicali, Baja California              | Guillermo Maldonado   |
| Cimarrones UABC Tijuana           | UABC Tijuana                            | Tijuana, Baja California               | Ricardo Licona        |
| Osos CETYS Tijuana                | Estadio Margarita Astiazarán de Fimbres | Tijuana, Baja California               | Ernesto Campa         |
| Potros ITSON                      | Campo Hundido                           | Ciudad Obregón, Sonora                 | Jorge Aguilar         |
| Zorros CETYS Mexicali             | CETYS Mexicali                          | Mexicali, Baja California              | Fernando Fontes       |

## Calendario 2011

### Temporada regular
La segunda temporada de la Conferencia Premier constó de tres grupos numerados del 1 al 3.

### Postemporada
En la postemporada participan los 3 primeros lugares del Grupo 1, los 2 primeros lugares del Grupo 2 y el primer lugar del Grupo 3. El primero y segundo lugar del Grupo 1 pasan directo a las semifinales. Los demás juegan un partido de comodines de la siguiente manera:
Primer lugar Grupo 3 vs. Segundo lugar Grupo 2 (*a)
Primer lugar Grupo 2 vs. Tercer lugar Grupo 1 (*b)
Los ganadores del juego de comodines se clasificarán a las semifinales para jugar en casa de los equipos del Grupo 1 de la siguiente manera:
Primer lugar Grupo 1 vs. Ganador (*a)
Segundo lugar Grupo 1 vs. Ganador (*b)
Los ganadores de los partidos de semifinales jugarán la final en casa del mejor clasificado.
| Comodines         | Comodines |  |  | Semifinales        | Semifinales |  |                    | Final | Final |
|                   |           |  |  |                    |             |  |                    |       |       |
|                   |           |  |  | Borregos Monterrey | 59          |  |                    |       |       |
| Zorros Mexicali   | 19        |  |  | Borregos Puebla    | 7           |  |                    |       |       |
| Borregos Puebla   | 34        |  |  |                    |             |  | Borregos Monterrey | 34    |       |
|                   |           |  |  |                    |             |  | Borregos CEM       | 3     |       |
|                   |           |  |  | Aztecas UDLA       | 20          |  |                    |       |       |
| Borregos Santa Fe | 10        |  |  | Borregos CEM       | 28          |  |                    |       |       |
| Borregos CEM      | 35        |  |  |                    |             |  |                    |       |       |